# Рудня-Хочинська
Рудня-Хочинська — село в Україні, в Коростенському районі Житомирської області. Входить до складу Олевської міської громади. Населення становить 259 осіб.

## Географія
Селом протікає річка Уборть.

## Історія
У 1906 році село Юрівської волості Овруцького повіту Волинської губернії. Відстань від повітового міста 80 верст, від волості 9. Дворів 32, мешканців 242.
19 листопада 1921 р. під час Листопадового рейду південніше Рудні-Хочинської, повертаючись із походу, проходили залишки Волинської групи (командувач — Юрій Тютюнник) Армії Української Народної Республіки.

## Населення
Згідно з переписом УРСР 1989 року чисельність наявного населення села становила 294 особи, з яких 136 чоловіків та 158 жінок.
За переписом населення України 2001 року в селі мешкало 257 осіб.

### Мова
Розподіл населення за рідною мовою за даними перепису 2001 року:
| Мова       | Відсоток |
| ---------- | -------- |
| українська | 97,30 %  |
| білоруська | 2,32 %   |
| російська  | 0,39 %   |